# Кулвил (Охајо)
Кулвил (енгл. Coolville) град је у америчкој савезној држави Охајо.

## Демографија
По попису из 2010. године број становника је 496, што је 32 (-6,1%) становника мање него 2000. године.
| Група             | 2000.       | 2010.       |
| Белци             | 522 (98,9%) | 485 (97,8%) |
| Афроамериканци    | 0 (0,0%)    | 2 (0,4%)    |
| Азијати           | 0 (0,0%)    | 0 (0,0%)    |
| Хиспаноамериканци | 0 (0,0%)    | 1 (0,2%)    |
| Укупно            | 528         | 496         |